# Operació 40
La Operació 40 esdevingué una operació secreta, la qual es dugué a terme per la CIA, assolia l'objectiu d'assassinar Caps d'Estat en desacord a la política dels Estats Units.

## Història

### Creació i inici

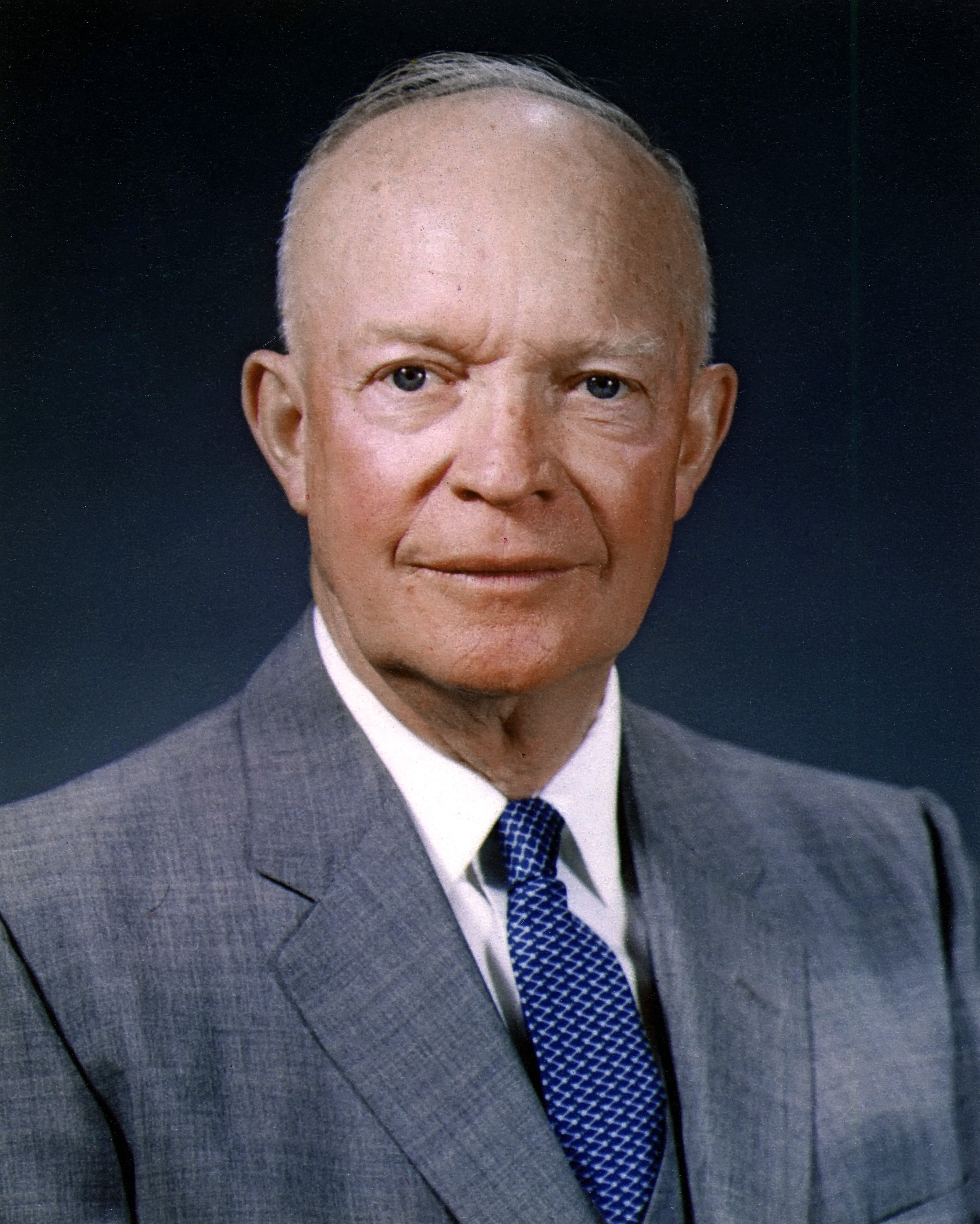
Dwight David Eisenhower, el creador de la Operació 40.

La Operació 40 fou ideada i creada pel president Dwight David Eisenhower, al març de l'any 1960, temps després de la Revolució cubana duta a terme l'any 1959. Aquesta fou dirigida a ordres completament directes del vicepresident Richard M. Nixon, tot i que hi col·laboraven gent com José Sanjenís Perdomo, el qual seria el principal cap de l'Operació 40. Aquest estaria més tard involucrat al John Lennon. Sanjenís era el cap de la Policia sota l'ordre del president Carlos Prío Socarrás.

### Agents d'exili cubà
Altres agents d'exili fouen per exemple Frank Sturgis (El qual més tard es veuria involucrat a l'Escàndol Watergate), Félix Ismael Rodríguez (un agent de la CIA posteriorment involucrat a l'assassinat d'Ernesto Che Guevara, entre diversos escàndols), Luis Posada Carriles (a hores d'ara empresonat als Estats Units acusat d'immigració il·legal, tot i que també és reclamat per Veneçuela, acusat de terrorisme), Orlando Bosch Ávila (el qual fundà l'organització revolucionaria CORU, i encarregat le l'assassinat de l'ex-ministre xilè Orlando Letelier l'any 1976), i entre molts altres Rafael 'Chi Chi' Quintero, Virgilio Paz Romero, Pedro Luis Díaz Lanz, Bernard Barker. Els membres varen prendre part en la fallada Invasió de la Bahía de Cochinos, dirigida principalment contra el govern de Fidel Castro a Cuba. La Operació 40 comptava amb 86 empleats l'any 1961.

### Agents nord-americans
Oficials de l'CIA i agents independents d'aquesta incloïen a Theodore Shackley, William Harvey, Thomas Clines, Porter Goss, Gerry Hemming, E. Howard Hunt, David Sánchez Morales, Carl E. Jenkins, Bernard L. Barker, Barry Seal, Frank Sturgis, Tosh Plumlee, i William C. Bishop, que també as varen unir al projecte.

## Orígens
Com a arrel i conseqüència de la Revolució cubana, J. C. King, un gran alt càrrec de la CIA envià un informe confidencial al director de la CIA, Allen W. Dulles, a l'onze de desembre de l'any 1959. King, al seu informe, argumentava que Cuba havia instaurat un règim dictatorial d'esquerra extremista, la qual era capaç de provocar una sèrie de revolucions contra els Estats Units per tota Amèrica Llatina. De moment tots els agents de la CIA a territori cubà s'ocupaven amb l'Operació PBSUCCESS.
Per això Dulles creà una unitat paramilitar anomenada Operació 40, dirigida directament per Richard Nixon, el qual era encara vicepresident dels Estats Units, i també altres membres anomenats anteriorment. Una de les primeres intervencions de l'Operació 40 es duu a terme al 17 de març de l'any 1960, llavors Eisenhower signà un nou decret contra Cuba, el qual atorgava dret a l'Operació 40 per a organitzar, entrenar i equipar als refugiats cubans, en una línia contra Fidel Castro. La Operació 40 reclutà militars ja experimentats com per exemple Eladio del Valle o Rolando Masferrer.

## Operacions
Al març de l'any 1960, un vaixell de vapor anomenat La Coubre, un vaixell francès amb bandera belga, fou enfonsat a la bahía de la Habana com a conseqüència d'anar carregat d'armes i municions per a Fidel Castro. També fou enfonsat un segon vaixell, el qual es destinava a assassinar als voluntaris per a rescatar a les víctimes de l'explosió del La Coubre o gent que s'intencionava a participar en la Revolució Cubana. Varen morir en total 75 persones i 200 en van sortir ferides. Aquesta fou una de les primeres operacions amb èxit que tení l'Operació 40.
No obstant això, l'event amb més importància en el que va participar l'Operació 40 esdevingué la Invasió de Bahía de Cochinos, la qual no tan sols fou organitzada pel govern dels Estats Units, sinó que també es va equipar a cadascun dels seus participants amb tot tipus d'armes. Més de 1.500 exiliats cubans varen participar en la Invasió de Bahía de Cochinos. Tot i que el fracàs de tal suposà la caiguda i, posteriorment, final de l'Operació 40. Molt pocs dels seus membres varen desembarcar i participar en les accions bèl·liques. La major part va recórrer les costes de Cuba. L'any 1963 es van planificar un total de 88 operacions en contra de Cuba, d'aquestes, 15 foren cacel·lades, 64 varen fracassar per motius diferents, i, de fet, només 4 d'aquestes operacions es van realitzar amb relatiu èxit. Per tant, és a dir, tan sols 21 de cada 22 missions varen fracassar per algun motiu, suposant un alt preu de recursos i de vides humanes.

## Incrementa l'agressivitat contra Cuba
A l'agost de l'any 1962, el general Edward Lansdale va presentar un pla molt més agressiu contra Cuba, el qual fou anomenat com "Stepped-Up Course B". Tot i que, havia presentat uns altres dos anteriorment, i que, eren completament forassenyats, i que foren rebutjats pels membres de l'equip. Stepped-Up Course B, el nou pla, consistia en una escalada d'accions hostils, el qual culminaria necessàriament amb la Invasió de Cuba per les Forçaes Armades dels Estats Units. El nou pla fou acceptat pel nou president, John F. Kennedy, a causa que el seu germà Robert estava desesperat per iniciar accions en contra de Cuba i forçà la seva aprovació, a pesar de les opinions opositores.
El nou pla Stepped-Up Course B' tindria inici a la destrucció de les instal·lacions a les mines de Matahambre, situades a Pinar del Río. També hi varen haver objectius com refineries i plantes processadores de níquel. A més a més, també es durien a terme cultius cubans, mitjançant el foc, agents químics i agents biològics. Per a infiltrar, evacuar i desplaçar grups de sabotatge no s'utilitzàren llanxes, sinó avions i submarins. L'equip enviat per a volar les torres del telefèric de les mines de Matahambre, el qual dirigia Rolando Martínez, membre afí de l'Operació 40, fracassà la seva missió, i com a conseqüència, dos dels seus homes varen ser capturats.

## Assassinat de John Kennedy
A l'assassinat del President Kennedy, el 22 de novembre de l'any 1963, Fidel Castro, va rebre la notícia que el President, John Kennedy, havia sigut assassinat. Fidel Castro esmorzava amb el periodista d'origen françès Jean Daniel, segons el qual Castro digué <<Això són males notícies>>. A causa que la prioritat va passar a ésser Vietnam, el nou president Lyndon Baines Johnson va prohibir oficialment aquest tipus d'actes l'abril de l'any 1964, a part també que aquestes havíen fracassat rotundament.